# Иванов, Александр Валерьевич
Алекса́ндр Вале́рьевич Ивано́в (род. 25 мая 1982, Ленинград) — российский легкоатлет, специалист по метанию копья. Выступал за сборную России по лёгкой атлетике в 1999—2011 годах, чемпион Европы среди юниоров и среди молодёжи, бронзовый призёр Кубка мира, многократный победитель и призёр первенств национального значения, участник двух летних Олимпийских игр. Представлял Москву и Санкт-Петербург. Мастер спорта России международного класса.

## Биография
Александр Иванов родился 25 мая 1982 года в Ленинграде. Занимался лёгкой атлетикой под руководством своего отца Валерия Васильевича Иванова.
Впервые заявил о себе на международном уровне в сезоне 1999 года, когда вошёл в состав российской национальной сборной и побывал на юношеском мировом первенстве в Быдгоще, откуда привёз награду бронзового достоинства, выигранную в метании копья.
В 2000 году был вторым на зимнем чемпионате России в Адлере и третьим на летнем чемпионате России в Туле, занял шестое место на юниорском мировом первенстве в Сантьяго.
В 2001 году получил бронзу на зимнем чемпионате России в Адлере и серебро на летнем чемпионате России в Туле, одержал победу на юниорском европейском первенстве в Гроссето, закрыл десятку сильнейших на чемпионате мира в Эдмонтоне.
В 2002 году выиграл зимний чемпионат России в Адлере, Европейский вызов по зимним метаниям в Пуле, летний чемпионат России в Чебоксарах, показал шестой результат на чемпионате Европы в Мюнхене.
В 2003 году вновь был лучшим на зимнем чемпионате России в Адлере, стал вторым на Европейском вызове по зимним метаниям в Джоя-Тауро и на летнем чемпионате России в Туле, победил на молодёжном европейском первенстве в Быдгоще, занял 12-е место на чемпионате мира в Париже, был четвёртым на Всемирном легкоатлетическом финале в Монте-Карло. Также в этом сезоне установил свой личный рекорд в метании копья — 88,90 метра.
В 2004 году первенствовал на зимнем и летнем чемпионатах России, выиграл индивидуальное первенство Кубка Европы в Быдгоще, на соревнованиях в Остраве показал лучший результат мирового сезона — 87,73 метра. Благодаря череде удачных выступлений удостоился права защищать честь страны на летних Олимпийских играх в Афинах — метнул здесь копьё на 83,31 метра, расположившись в итоговом протоколе соревнований на пятой строке.
После афинской Олимпиады Иванов остался в составе российской легкоатлетической сборной на ещё один олимпийский цикл и продолжил принимать участие в крупнейших международных стартах. Так, в 2005 году он победил на зимнем чемпионате России в Адлере и на Кубке Европы по зимним метаниям в Мерсине, был вторым на летнем чемпионате России в Туле и на Кубке Европы во Флоренции, занял пятое место на чемпионате мира в Хельсинки.
В 2006 году взял бронзу на зимнем чемпионате России в Адлере и серебро на летнем чемпионате России в Туле, был третьим на Кубке мира в Афинах и восьмым на чемпионате Европы в Гётеборге.
В 2007 году одержал победу на зимнем чемпионате России в Адлере, стал серебряным призёром на летнем чемпионате России в Туле, выиграл индивидуальное первенство на Кубке Европы в Мюнхене, показал пятый результат на чемпионате мира в Осаке.
На чемпионате России 2008 года в Казани добавил в послужной список бронзовую награду. Находясь в числе лидеров российской национальной сборной, благополучно прошёл отбор на Олимпийские игры в Пекине — на сей раз метнул копьё на 79,27 метра и в финал не вышел.
В 2009 году стал бронзовым призёром на чемпионате России в Чебоксарах, отметился выступлением на чемпионате мира в Берлине.
В 2011 году получил бронзу на зимнем чемпионате России в Адлере и серебро на летнем чемпионате России в Чебоксарах, участвовал в чемпионате мира в Тэгу.
За выдающиеся спортивные достижения удостоен почётного звания «Мастер спорта России международного класса».